# 29862 Savannahjoy
29862 Savannahjoy este un asteroid din centura principală de asteroizi.

## Descriere
29862 Savannahjoy este un asteroid din centura principală de asteroizi. A fost descoperit pe 20 martie 1999 la Socorro, New Mexico, în cadrul proiectului LINEAR. Asteroidul prezintă o orbită caracterizată de o semiaxă mare de 2,45 ua, o excentricitate de 0,11 și o înclinație de 6,2° în raport cu ecliptica.